# Micropousse

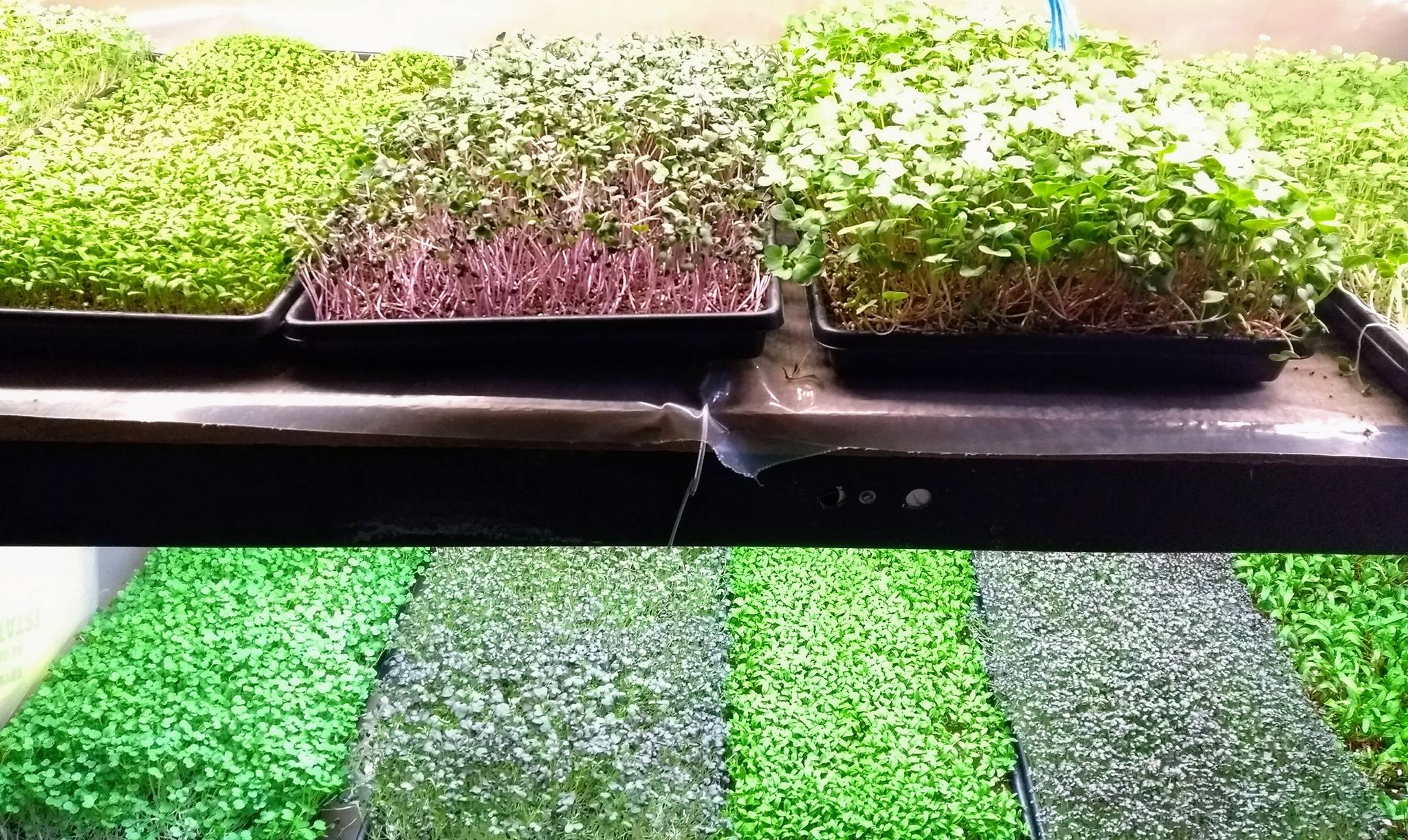
Culture de micropousses.

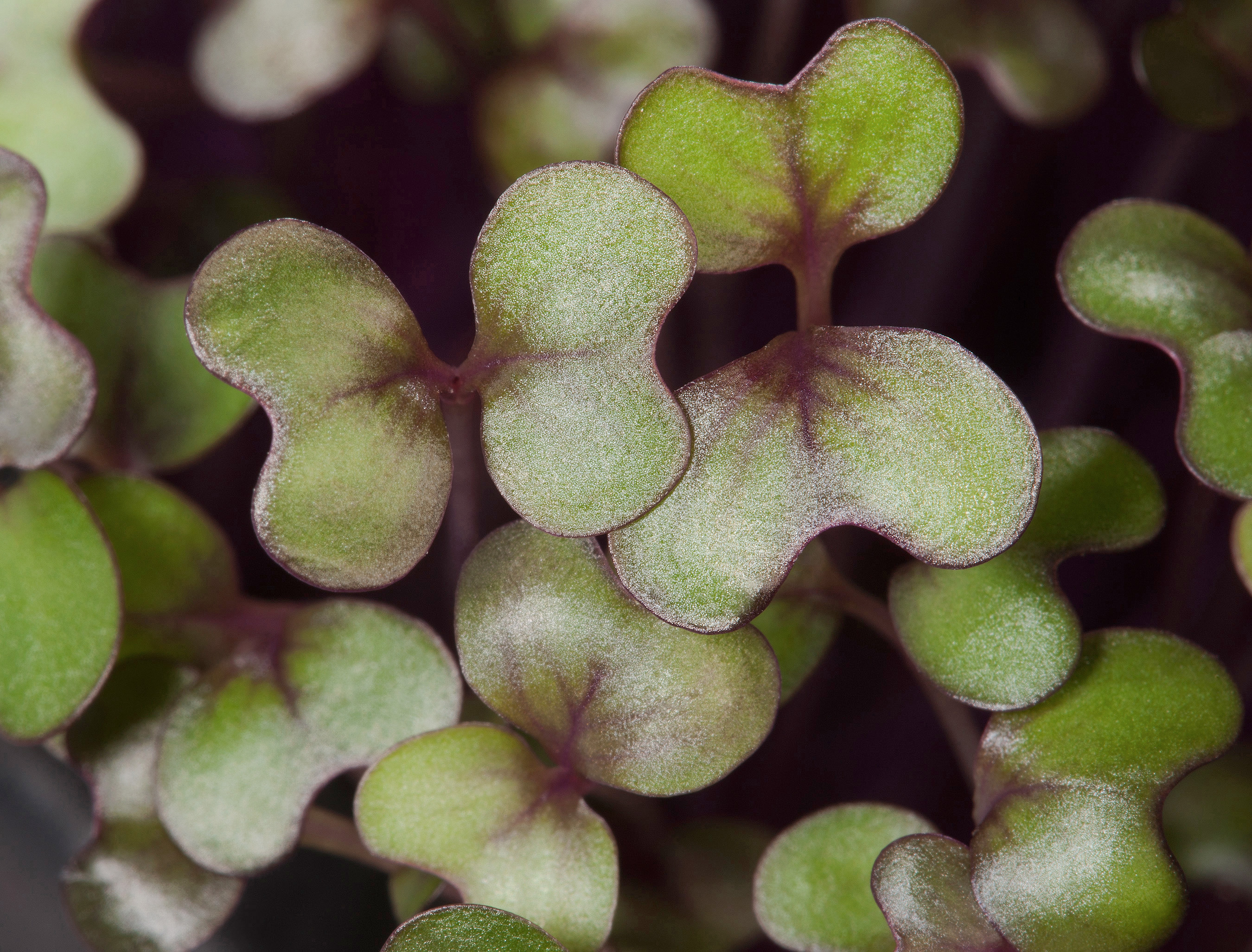
Macro de micropousses de choux rouges.

Les micropousses sont des plantes récoltées au stade de très jeunes pousses, lorsque les premières vraies feuilles apparaissent le long de la tige. On appelle ces premières feuilles les cotylédons. Les micropousses sont cultivées pour la consommation. 

## Description
Les micropousses sont des très jeunes pousses de plantes et de légumes, entièrement comestibles. Leur intérêt réside dans leur propriété gustative ainsi que nutritive.
« Comme leur nom l’indique, les micropousses sont de toutes jeunes pousses qui, selon la variété, ont de 8 à 30 jours. Au goût, elles sont un véritable concentré de la plante à l’âge adulte. En plus, une micropousse recèle quarante fois plus de nutriments qu’une plante à l’âge adulte. »
Les micropousses se distinguent des graines germées, car elles poussent dans le terreau ou dans un liquide nutritif en hydroponie.

## Usage

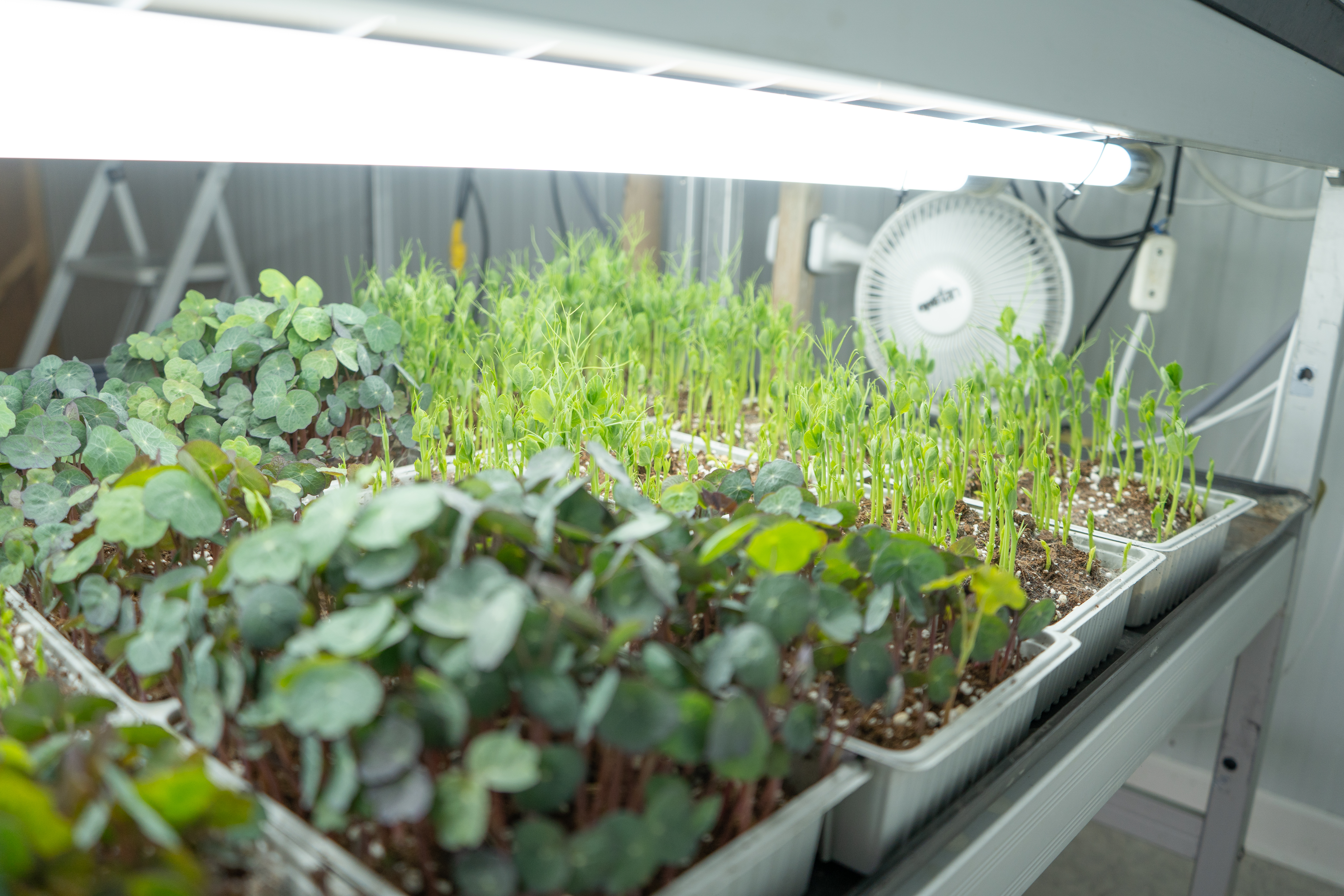
Culture de micropousses chez Les Sourciers

Les micropousses sont très prisées en gastronomie pour leur saveur ainsi que l'effet visuel produit par leur usage.  
On retrouve dans ces jeunes pousses une large diversité de goût (amer, piquant, acidulé...) et une palette de couleurs allant du vert tendre au pourpre.  

## Avantage

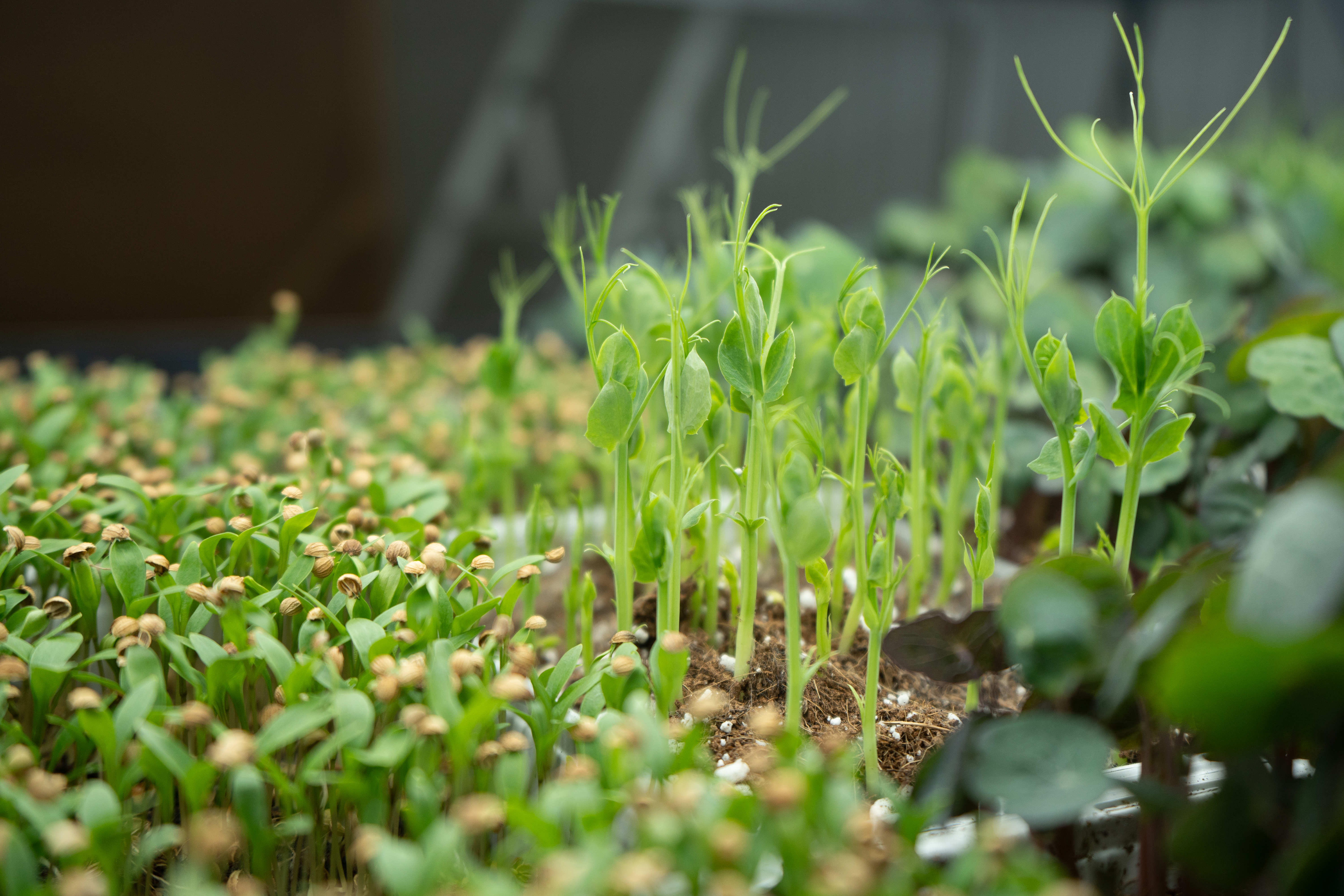
Micropousse de pois chez Les Sourciers

La culture de micropousse présente des avantages :
- Marché en forte croissance [6]
- Croissance rapide (entre 8 et 30 jours) permettant une cadence de culture et de récolte plus intense
- Pas de saisonnalité
- Nécessite peu de substrat ni d'espace, et donc très adapté à l'agriculture urbaine.
- Possibilité de se former à distance [7]
- Nécessite peu de ressources en eau et peu d'investissement en infrastructure / matériel
- Valeur nutritionnelle élevée [8]
- Rentabilité très intéressante [9]